# Satisfactory
 Satisfactory — це ігровий симулятор, створений студією Coffee Stain Studios. Це тривимірна гра про будівництво бази у відкритому світі з видом від першої особи. Як інженер гравець потрапляє на іншу планету з кількома знаряддями й має розпочати видобуток природних ресурсів для розбудови складних фабрик і автоматизації всіх виробничих процесів. Основна мета гри — створити космічний підіймач і розпочати постачання ресурсів до корпорації FICSIT, якій байдуже на винищення флори й фауни незаселеної планети й цілі якої невідомі. Кожен новий етап будівництва космічного підіймача потребуватиме складніших автоматизацій і розблоковуватиме розвинені технології.
Будівничий аспект Satisfactory описується як Factorio з видом від першої особи. На відміну від більшості інших ігор із режимом пісочниці, як-от згадана Factorio, світ Satisfactory вже збудований і має площу в 30 км2. Кожен гравець може обрати одну з кількох початкових точок приземлення на планету. Повна версія гри вийшла 10 вересня 2024 року . Разом з повним релізом Coffee Stain також оголосила про плани щодо консольної версії .

## Ігровий процес
Гравець грає роль інженера, який приземляється на чужій планеті. Можна вибрати чотири початкові місця: зелені лани, скеляста пустеля, пустельна дюна або північний ліс. Кожне місце має свої особливості, кількість покладів ресурсів та їхню якість. Після приземлення гравець має розібрати свою посадкову капсулу й розгорнути центр будівництва — головний вузол управління базою. І з цієї миті гравцю потрібно буде видобувати ресурси, перетворювати їх на матеріали, потім деталі, потім складні механізми, щоби створювати ще складніші деталі. Поліпшуючи центр будівництва, гравець відкриває доступ до потужних ручних знарядь, конвеєрних стрічок, розподілювачів, об'єднувачів, сховищ, транспорту, фабричних споруд, — усього, що потрібно для подальшого розвитку, будівництва космічного підіймача та виконання поставленої цілі.
Спочатку більшість всього необхідного гравцю потрібно робити власноруч, але з розблокуванням компонентів автоматизації та нових елементів можна налаштувати повністю автономне виробництво будь-чого. Оскільки будь-яка споруда потребує електроенергії, гравцю потрібно створювати енергосистему, спочатку збудувавши невеликі станції на біопаливі, потім вугільні, паливні електростанції та, зрештою, відкрити доступ до будівництва атомних електростанцій. Конвеєрні стрічки та підіймачі дозволяють транспортувати ресурси від місця видобутку до виробничих споруд, далі у сховище, а потім, за потреби, ще далі — до наступних виробничих споруд, щоби створити складніші деталі. Кінцева мета гри — зібрати достатню кількість деталей, щоби збудувати космічний підіймач. Окрім самого будівництва можна також досліджувати планету, її флору та фауну, знаходити загадкові інопланетні артефакти та місця аварій інших посадкових капсул, де можна відшукати креслення, що істотно змінюють увесь процес виготовлення певної деталі. Настільки, що часто після отримання нового креслення потрібно повністю перероблювати структуру своєї фабрики. Але є одна величезна перевага: корпорація FICSIT нічого не викидає та не витрачає даремно! Тож усі витрачені на будівництво матеріали повертаються вам, коли ви демонтуєте встановлені споруди.

## Локалізація
Гра офіційно підтримує переклад від спільноти. У травні 2019 року перша доступна версія Satisafctory була перекладена українською спільнотою, після цього й наразі проєкт перекладу підтримується локалізаційною командою UNLOCTEAM.

## Продажі
За три місяці після виходу в дочасний доступ (в Epic Store) продано понад 500 000 копій гри. Станом на 04 липня 2020 року (через місяць після виходу в Steam) загалом продано понад 1,3 мільйона копій.